# Botsmarksjön
Botsmarksjön är en sjö i Umeå kommun i Västerbotten och ingår i Sävaråns huvudavrinningsområde. Sjön är 14 meter djup, har en yta på 1,28 kvadratkilometer och är belägen 176 meter över havet. Botsmarksjön ligger i Sävarån Natura 2000-område. Sjön avvattnas av vattendraget Sävarån (Lossmenån). Vid provfiske har bland annat abborre, gers, gädda och lake fångats i sjön.

## Delavrinningsområde
Botsmarksjön ingår i det delavrinningsområde (713130-171646) som SMHI kallar för Utloppet av Botsmarksjön. Medelhöjden är 199 meter över havet och ytan är 9,16 kvadratkilometer. Räknas de 88 avrinningsområdena uppströms in blir den ackumulerade arean 622,98 kvadratkilometer. Avrinningsområdets utflöde Sävarån (Lossmenån) mynnar i havet. Avrinningsområdet består mestadels av skog (57 procent), öppen mark (13 procent) och jordbruk (12 procent). Avrinningsområdet har 1,28 kvadratkilometer vattenytor vilket ger det en sjöprocent på 13,9 procent. Bebyggelsen i området täcker en yta av 0,11 kvadratkilometer eller 1 procent av avrinningsområdet.

## Fisk
Vid provfiske har följande fisk fångats i sjön:
- Abborre
- Gärs
- Gädda
- Lake
- Mört
- Siklöja